# Tempestade tropical Marco (2008)
Tempestade tropical Marco foi o décimo terceiro ciclone tropical da temporada de furacões no Atlântico de 2008. Marco originou-se de uma perturbação tropical estacionada sobre a península de Iucatã por vários dias no final de setembro. Em 6 de outubro, uma pequena circulação ciclônica formou-se no interior do sistema e ele se tornou uma depressão tropical, no momento em que deixava a costa do estado mexicano de Campeche para adentrar a baía homônima. Mais tarde naquele dia, o fenômeno se fortaleceu e passou a ser chamado de tempestade tropical Marco. O sistema continuou a se intensificar sobre a baía de Campeche, atingindo seu pico de intensidade durante o começo da madrugada de 7 de outubro, com ventos máximos sustentados de 100 km/h. A formação manteve esta intensidade até atingir a costa do estado mexicano de Veracruz mais tarde naquele mesmo dia. Após adentrar o continente, enfraqueceu-se rapidamente e dissipou-se sobre as montanhas do México central ainda em 7 de outubro.
Devido ao seu tamanho extremamente pequeno, Marco causou apenas danos mínimos em Veracruz. Houve relatos de enchentes localizadas e de mar agitado. Nenhuma fatalidade foi relatada e nenhuma pessoa ficou ferida devido aos efeitos da passagem do ciclone no México. A tempestade foi o menor ciclone tropical atlântico em tamanho já registrado na história.

## História meteorológica

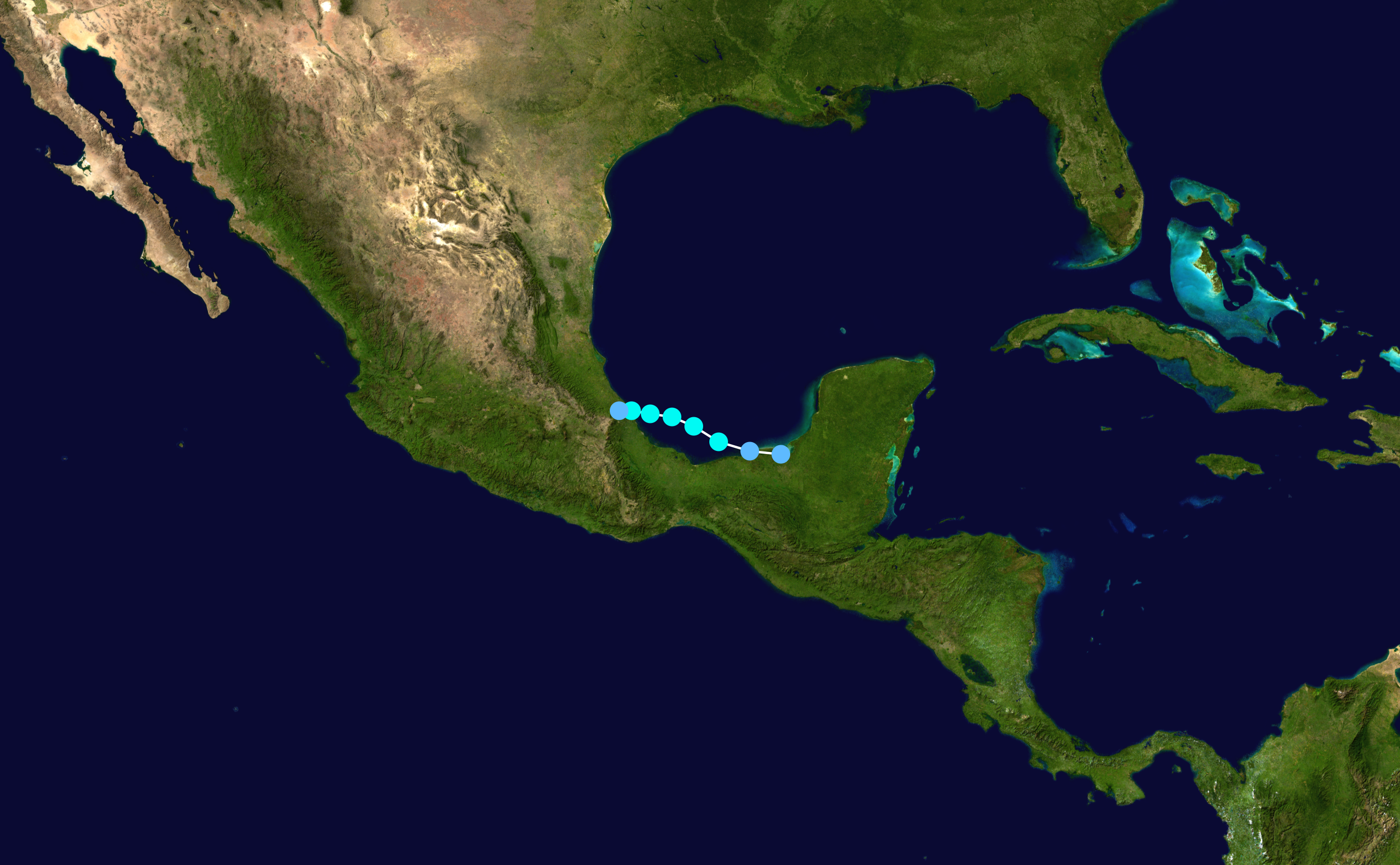
A tempestade percorreu uma trajetória em sentido noroeste.

A tempestade tropical Marco originou-se a partir de uma grande área de baixa pressão estacionada sobre o noroeste do mar do Caribe, próximo à península de Iucatã, na última semana de setembro de 2008. O fenômeno não mostrou sinais de organização até que, em 4 de outubro, uma onda tropical chegou naquela mesma área e fez com que o sistema se desenvolvesse. A essa altura, já era possível observar o fenômeno no litoral de Belize, iniciando a travessia da península como uma pequena circulação ciclônica. Inicialmente, a proximidade com a costa impediu que a formação ganhasse força, mas as áreas de convecção começaram a surgir à medida que o sistema cruzava a península e se aproximava da baía de Campeche. Por volta da 00h00 (UTC) de 6 de outubro, quando o fenômeno alcançou a laguna de Términos, no estado mexicano de Campeche, ele já apresentava áreas de convecção suficientemente bem definidas para ser designado como "depressão tropical Treze" pelo Centro Nacional de Furacões dos Estados Unidos (em inglês: National Hurricane Center). Uma crista de nível médio, localizada ao norte do fenômeno, fez com que o sistema se movesse em direção oeste-noroeste. Os meteorologistas previram sua intensificação no momento da chegada em terra firme, já que apresentava um fluxo bem desenvolvido, havia pouco cisalhamento do vento, e a superfície do mar estava aquecida ao longo do caminho. Ao meio-dia (UTC), o pequeno ciclone, com uma formação de nuvens de no máximo 140 quilômetros de diâmetro, foi reclassificado e "promovido" a tempestade tropical Marco.
As condições favoráveis à ciclogênese permitiram que Marco rapidamente se intensificasse durante a tarde e a noite de 6 de outubro. No dia seguinte, a tempestade atingiu o seu pico de intensidade com ventos de 100 quilômetros por hora, e uma pressão mínima de 998 milibar (hPa; 29,47 polegadas de mercúrio). Esses valores foram aferidos numa missão de reconhecimento de um avião caçador de furacões dentro do ciclone, que registrou ventos em nível de voo de 110 km/h, o que corresponde a uma velocidade de vento de superfície de 98 km/h. Após o rápido aumento da intensidade, os meteorologistas levantaram a possibilidade de Marco se elevar ao status de furacão antes de fazer landfall (chegar em terra firme). Mas a tempestade manteve uma pequena área de convecção profunda, com média de 14,8 km de diâmetro, já que continuou se movendo em sentido oeste-noroeste. Logo depois de atingir seu pico de intensidade, os ventos com força de tempestade tropical se estendiam num raio de 18,5 km a partir do olho do ciclone. Por volta do meio-dia (UTC) de 7 de outubro, o centro de Marco chegou em solo mexicano próximo à pequena localidade de Misantla, em Veracruz, com ventos de 100 km/h. Mas o ciclone rapidamente se enfraqueceu, sendo rebaixado para depressão tropical seis horas após sua entrada no continente. A pequena depressão se dissipou mais tarde, naquele mesmo dia, sobre as montanhas do México.

## Preparativos e impacto

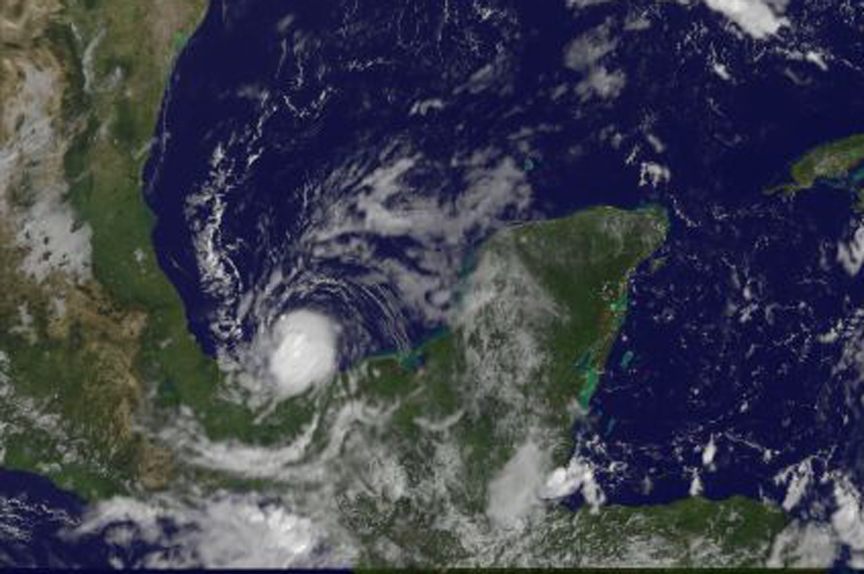
Marco logo após ser "promovido" a tempestade tropical em 6 de outubro.

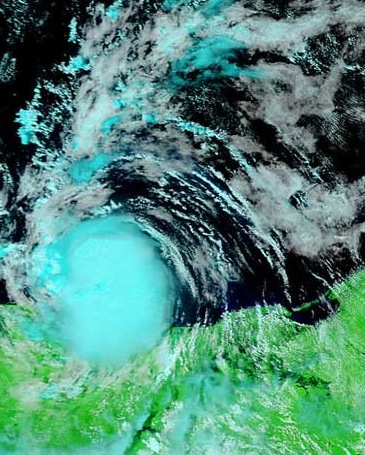
Marco pouco antes de atingir a costa mexicana em 7 de outubro.

Após a formação do fenômeno meteorológico, o governo mexicano emitiu um aviso de tempestade tropical para o Golfo do México, com o risco maior na região compreendida entre Tuxpan e Punta El Lagarto. Naquela mesma tarde de 6 de outubro, também foi divulgado um alerta de furacão entre Cabo Rojo e Veracruz, e o aviso de tempestade tropical foi estendido para o norte de Cabo Rojo. As autoridades fecharam as escolas preventivamente e disponibilizaram 200 abrigos. Estima-se que foram evacuadas 3 000 pessoas, muitas por meio de ônibus escolares, das áreas baixas ao longo da costa até um local mais seguro. Marco se formou na região onde estão as principais instalações de petróleo do México, provocando a evacuação de 33 trabalhadores de quatro plataformas. Seis poços de óleo e uma usina de processamento de gás natural tiveram seus trabalhos interrompidos em Veracruz. A Secretaria de Comunicações e Transportes do país também interditou os portos de Nautla e Alvarado como medida de precaução. Nos estados de Veracruz e Tamaulipas, os portos foram fechados para pequenas embarcações por 24 dias e o fluxo de navios de grande porte ficou restrito por cerca de cinco horas.
A chegada do fenômeno ao continente, em 7 de outubro, foi acompanhada de fortes chuvas. A precipitação atingiu um nível máximo de 201 milímetros na localidade de El Pujal, em San Luis Potosí, a taxas de até 25,4 mm/h. O mau tempo causou algumas inundações em cidades costeiras perto da capital Veracruz, onde muitas pessoas tiveram de ser evacuadas para locais mais altos. As chuvas de Marco pioraram a situação em áreas vulneráveis a alagamentos, e que já estavam sofrendo com graves enchentes. Autoridades estaduais de Veracruz informaram que dois rios, o Quilate e o Tenoch, transbordaram por causa do temporal, sendo feita a evacuação do hospital regional da cidade de Misantla por estar situado em zona de alto risco. Outro rios deixaram as cidades de Minatitlán e Hidalgotitlán com um nível de três metros de água acima do normal. Rodovias no litoral de Veracruz também foram inundadas. Em Orizaba, 100 casas sofreram com as enchentes. Já em Tabasco, estado costeiro ao sul de Veracruz, o número de localidades afetadas chegou a 667, as quais concentravam 46 800 famílias de 16 municípios. Mas apesar desses transtornos, o impacto de Marco foi considerado pequeno; danos mínimos foram registrados, e nenhuma das cerca de 400 000 pessoas afetadas pela tempestade sofreu ferimentos.
Com a chegada de Marco, a Coordenação Geral de Proteção Civil do Ministério do Interior declarou estado de emergência para 48 municípios em Veracruz. Foram distribuídos itens de ajuda humanitária para as áreas afetadas até 9 de outubro. O Governo do México informou que foram distribuídos entre a população afetada 4 700 cobertores, 2 900 colchões, 5 554 garrafas de água (cada uma contendo 500 ml), 260 000 caixas de leite, 250 000 pacotes de biscoitos e 12 400 caixas de material escolar.
Às 00h52 (UTC) de 7 de outubro, os ventos com força de tempestade tropical se estenderam a 11,5 milhas (18,5 km) do centro do sistema. Isso fez com que Marco se tornasse o menor ciclone tropical já registrado em toda a história, superando o recorde anterior estabelecido em 24 de dezembro de 1974 pelo ciclone Tracy, cuja tempestade tropical tinha ventos que se estendiam por 30 milhas (48 km).